# Hummer

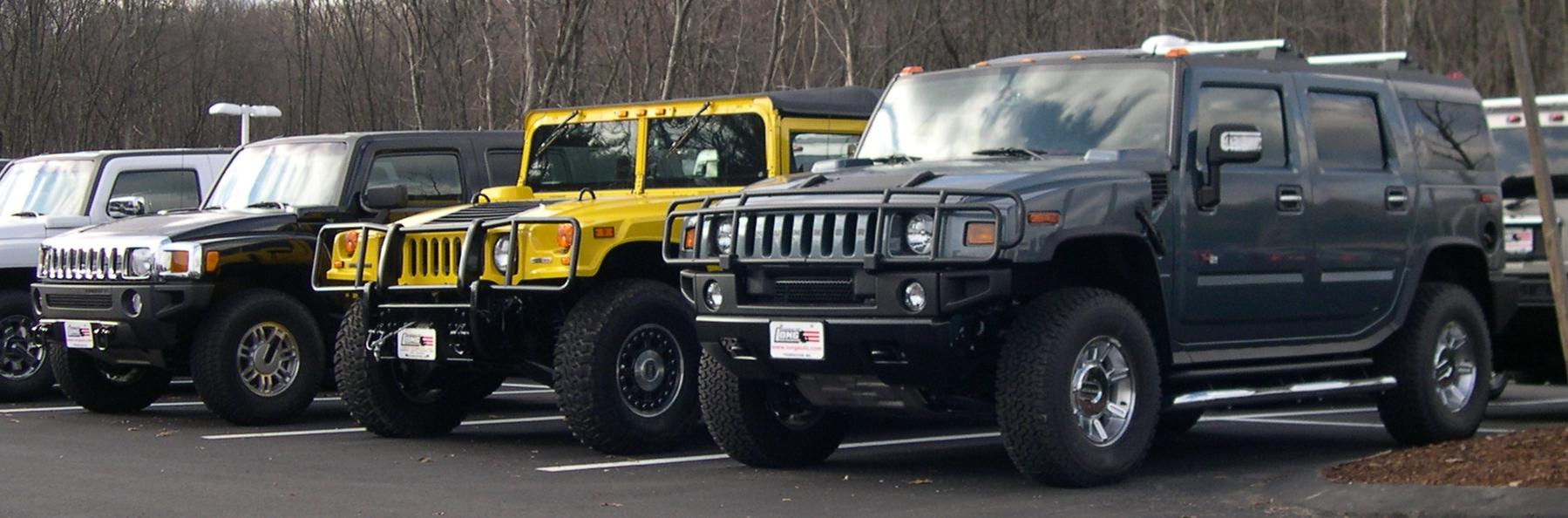
Hummers H3, H1 i H2, d'esquerra a dreta.

Hummer era una marca de vehicles tot terreny que es van començar a comercialitzar el 1992 per AM General, quan va començar a vendre la versió civil del M998 multipropòsit (HMMWV o Hum-V) el H1. El 1998 General Motors va comprar la marca i la comercialització de tres vehicles: l'original Hummer H1, el Hummer H2 i els models Hummer H3. El 26 de febrer de 2010, General Motors va anunciar que tenia converses amb diverses companyies interessades a adquirir la marca, després del fallit intent de negociacions amb Sichuan Tengzhong, no obstant, la companyia havia anunciat el seu interès a desmantellar la fàbrica i vendre-la per parts. Després d'això, el 7 d'abril de 2010, General Motors oficialment va donar per acabada la fabricació de la marca Hummer SUV i llançà atractives ofertes per vendre els 2.200 vehicles restants

## Història
El Hummer originals van ser dissenyats i fabricats per AM General Corporation. Els vehicles van ser creats en virtut d'un contracte per a les forces armades dels Estats Units. En 1990 dos Hummer van ser conduïts per la part central de la Unió Soviètica. Els Hummer van fer el camí sense cap problema, ja que van ser dissenyats per ser conduïts per terrenys fora de la carretera. Amb l'èxit del viatge el vehicle es va difondre més en els Estats Units. Aquesta difusió no va significar res en comparació amb els serveis del HMMWV en l'Operació Tempesta del Desert a l'any següent. AM General havia planejat vendre una versió civil del Hum-Vee, els quals es remunten a finals de 1980. Tenir la mateixa estructura i la majoria dels components mecànics, va fer que els hummers civils fossin acabats en pintura automotriu brillantor, afegint millores dels automòbils de turisme, com ara aire condicionat, aïllament acústic, sistemes d'estèreo, ornaments de fusta... El model de civils va començar en part a causa de la persistència d'Arnold Schwarzenegger, que va veure un comboi de l'Exèrcit durant el rodatge d'una pel·lícula l'any 1992. En aquest mateix any, AM General va començar a vendre una versió civil del M998 multipropòsit d'alta mobilitat de rodes de vehicles (HMMWV o Hum-Vee) al públic sota la marca "Hummer".
El desembre de 1999, AM General va vendre el nom de la marca a General Motors, encara que va continuar fabricant els vehicles.GM va ser el responsable de la comercialització i distribució de tots els Hummvies produïts per AM General. Poc després, GM va presentar dos dels seus models de disseny propi, el Hummer H2 i Hummer H3, i va canviar el nom original del vehicle Hummer H1. AM General continuar construint el Hummer H1, fins que es va interrompre el 2006, i va ser contractat per GM per produir el Hummer H2. El H3 es va construir en Shreveport, LA, al costat de la Chevrolet Coloradoi GMC Canyon pastilles, amb la qual comparteix la plataforma GMT-355 (modificada i designat GMT-345).
Per a l'any 2006, el Hummer va començar a ser exportat i venut a través d'importadors i distribuïdors en 33 països. El 10 d'octubre de 2006, GM va començar a produir el Hummer H3 a la seva planta de Port Elizabeth a Sud-àfrica. El Hummer H2 també es van reunir a Kaliningrad, Rússia, per Avtotor, a partir de juny de 2004. La planta produeix uns pocs centenars de vehicles a l'any, i la seva producció es limita al consum local (cinc concessionaris a Rússia). El 3 de juny de 2008, un dia abans de la reunió anual d'accionistes de GM, Rick Wagoner, CEO de GM en aquest moment, va dir que la marca s'estava revisant, i va tenir la possibilitat de vendre'l, amb la línia de producció completament redissenyada, o ser eliminat. Això es va deure a la disminució de la demanda dels SUV grans com a resultat de majors preus del petroli. Gairebé immediatament després de l'anunci, un parell de fabricants d'automòbils indi, incloent Mahindra & Mahindra, va expressar el seu interès en la compra de la totalitat o part de Hummer.
L'1 de juny de 2009, com a part de l'anunci de fallida de General Motors, la companyia va revelar que la marca Hummer es donaria per finalitzada. No obstant això, l'endemà, GM va anunciar que no havia arribat a un acord per vendre la marca a un comprador desconegut. Després de GM anuncies que el mateix dia, que la venda va anar a una empresa xinesa, CNN i el New York times van identificar el comprador de la unitat de camions Hummer com la Xina amb seu a Sichuan Tengzhong Heavy Industrial Machinery Company Ltd. Després d'aquest dia, Sichuan Tengzhong va anunciar l'acord en el seu propi web. El 6 de gener de 2010, el president executiu de GM, Ed Whitacre, va dir que espera tancar el tracte amb Tengzhong a finals de gener de 2010. L'1 de febrer de 2010 es va anunciar que Sichuan i General Motors havien acordat prorrogar el termini fins al final de febrer, Sichuan va tractar d'obtenir l'aprovació pel govern xinès. També es va revelar que el preu de la marca Hummer va ser de $ 150 milions. Més tard, el 24 de febrer de 2010, GM va anunciar que l'acord Tengzhong s'havia ensorrat i la marca Hummer aviat es tancaria. No hi va haver informes que Sichuan Tengzhong podria exercir la compra de la marca Hummer de GM amb la compra de manera privada a través de l'empresa nova J & A SPC Tengzhong Fund, un fons d'inversió de capital privat, propietat d'una entitat offshore que estava reclutant els inversors privats per comprar en el seu pla d'adquisició. Els mercats financers plantegen problemes per als prestataris establerts i, encara més, per Tengzhong, una companyia poc coneguda des de l'oest de la Xina, en el moment mateix que el valor potencial de la marca Hummer va seguir disminuint donat els alts preus del combustible i la demanda del consumidor feble.
La companyia va anunciar que estava disposada a considerar ofertes per tot o part dels actius. Empresa nord-americana Raiser juntament amb diversos altres, van expressar el seu interès en la compra de l'empresa. No obstant això, el 7 d'abril de 2010, aquest intent va fracassar també, i General Motors oficial va dir que s'estava tancant la marca Hummer SUV i va oferir descomptes rics en un intent de moure la resta de 2.200 vehicles.

## Models

### Produïts

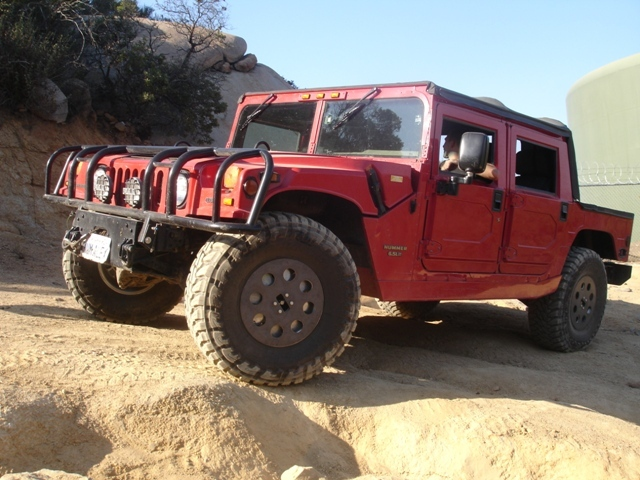
Hummer H1

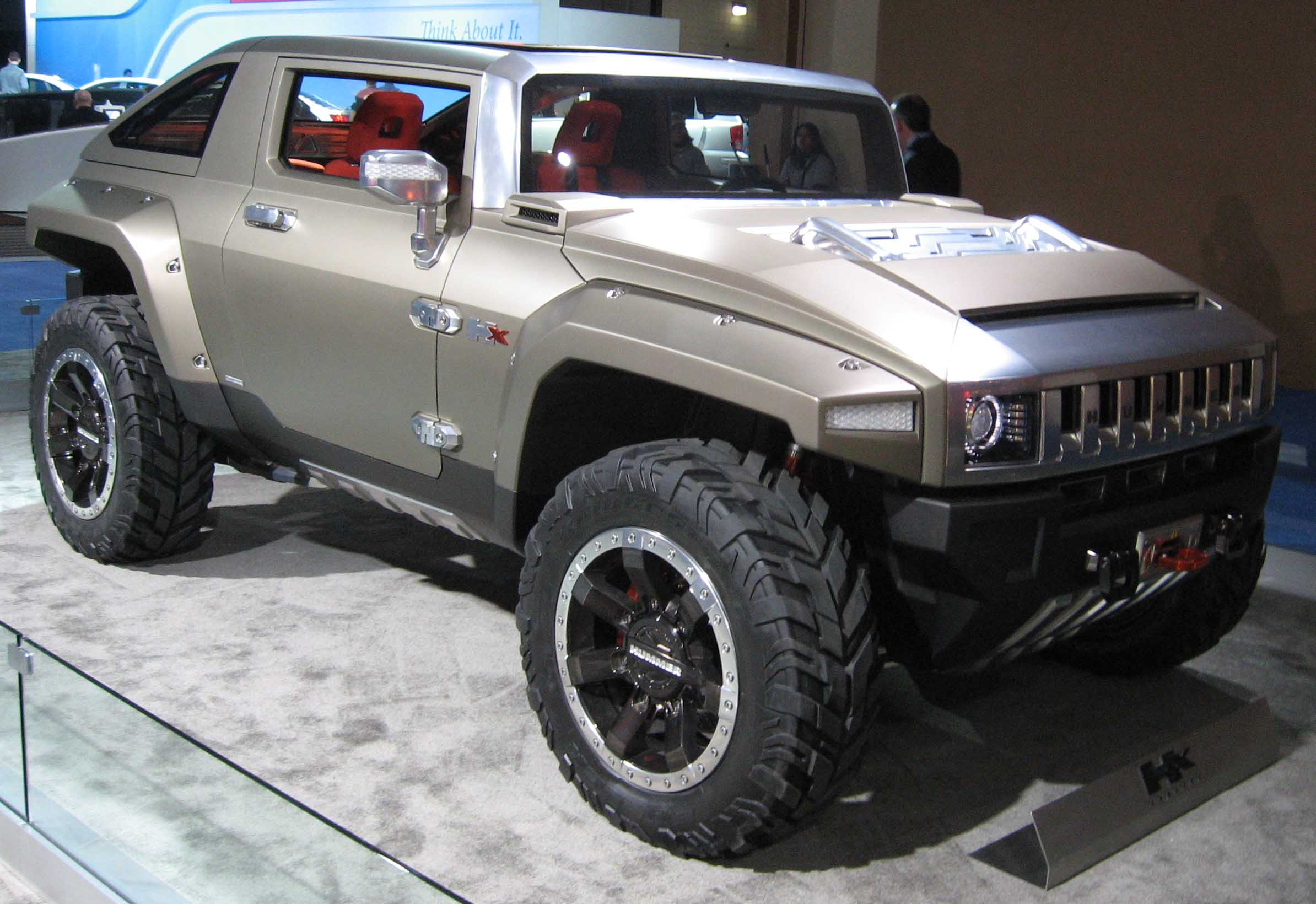
Hummer HX

El primer vehicle en la gamma Hummer va ser el Hummer H1, basat en l'alta mobilitat del vehicle rodat multipropòsit (Hum-Vee). Originalment llançat el 1992, aquest vehicle va ser dissenyat per AM American Motors la filial de General per a l'Exèrcit dels EUA. Cinc anys abans, AMC havia estat comprada per Chrysler.

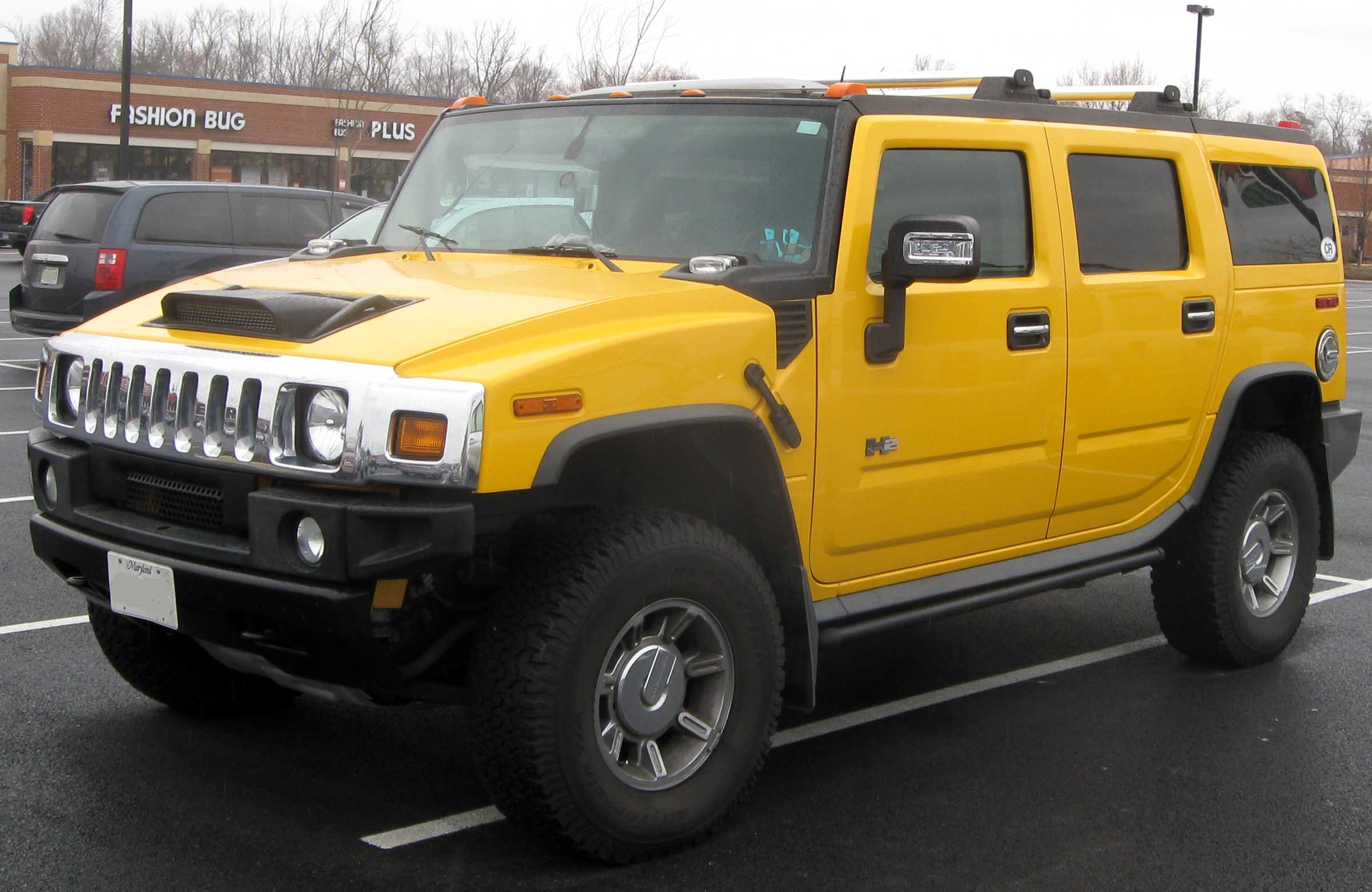
Hummer H2
El Hummer H2 va ser el segon vehicle de la gamma Hummer. Hi havia dos models: H2 SUV i H2 SUT.

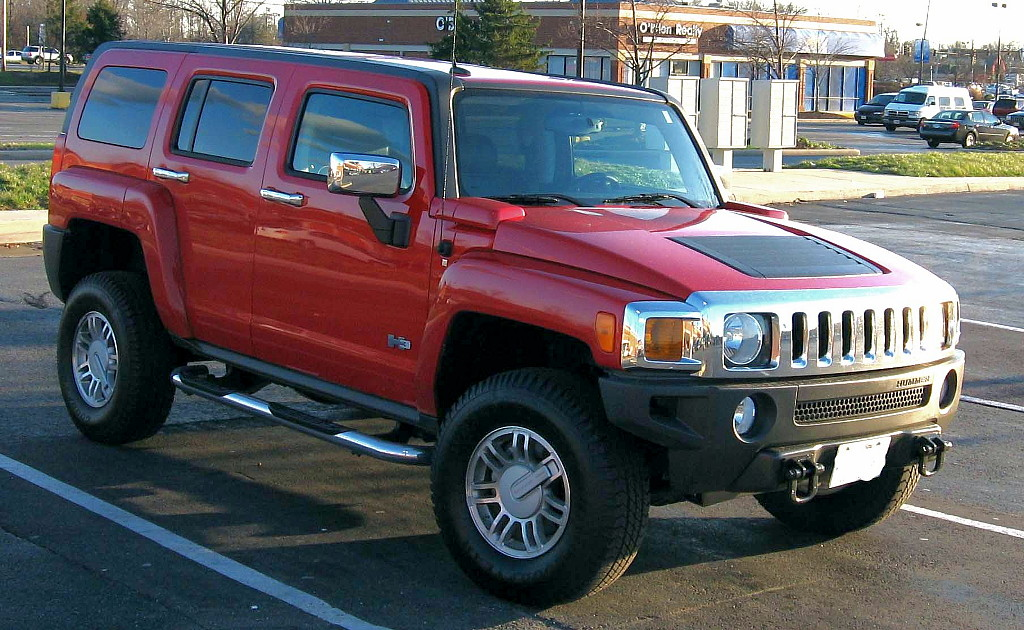
Hummer H3
El H3 és el més petit dels models Hummer i es basa en la plataforma GMT355 compartit amb el Chevrolet Colorado i GMC Canyon camions pickup compacta.

### Prototips
Hummer HX
El Hummer HX va ser desenvolupat el 2008 com a l'aire lliure, vehicle tot terreny amb el concepte de dues portes, més petit que altres models de Hummer.
Hummer H2 Suv Concept
El dilluns 24 de maig de 2010, la GM, va tancar la línia de muntatge de la seva marca Hummer, a la planta de Shreveport, Louisiana, aquest últim lot estava encarregat per una companyia dedicada a la renda de vehicles.

## Carreres
L'Equip Hummer Racing va ser creat el 1993 i mostra les capacitats dels Hummer. Liderats pel corredor tot terreny Rod Hall, de l'equip HUMMER competeix en les categories d'arxiu de dos BitD i SCORE, que compten amb vehicles de producció en sèrie amb xassís original, els dissenys de valors de suspensió i motors basats en la producció. Especialitzada carreres amortidors, pneumàtics, i altres modificacions menors se'ls permet, juntament amb els components necessaris de suport i equip de seguretat obligatori. Equip Hummer H3 de categoria estoc impulsat per Hall va acabar primer en la classe amb el H3 l'any 2005 Baixa 1000.
Equip de Hummer ha comptat un dels discos més impressionants en les carreres de producció de classe, obtenint 11 victòries de classe en la Baixa 1000.
Un quants modificats de dues rodes s'ha disputat la unitat Hummer de Robby Gordon el 2006, 2007 (8 º lloc), 2009 (3r lloc) i 2010 (8 º lloc) del Rally Dakar.

## Llicències
GM havia estat actiu en la concessió de llicències Hummer. Diverses empreses amb llicència de les marques Hummer per al seu ús en colònies, llanternes, bicicletes, sabates, abrics, barrets, ordinadors portàtils, roba, reproductors de CD i altres elements. A partir dels principis de la dècada de 1990, quan AM General va començar a vendre en el mercat civil, Hummer comença a fer aparicions en el cinema i la televisió. Algunes aparicions anteriors i notables inclouen SeaQuest DSV que va utilitzar el Hummer H1 en lloc de vehicles tot terreny, i la Terra 2, que va oferir un gran "solar" Hummer Concepte camió com el seu principal mitjà de transport. Més recentment, aparicions notables són CSI: Miami, conduït pel cap del crim de laboratori tinent Horatio Caine (interpretat per David Caruso), durant la 6a temporada de CSI: Miami, van rebre H2 model 2008 amb un interior redissenyat i en el 2007 la pel·lícula de Transformers Autobot conegut com a Ratchet es transforma en una recerca i rescat Hummer H2.

## Les instal·lacions de producció
- AM General Hummer H1 planta de muntatge, Mishawaka, Indiana - (46.000 m2) la planta va ser inaugurada 1984 per construir HMVEE i va començar la producció de la Hummer/H1 el 1992.

- AM General Hummer H2 planta de muntatge, Mishawaka, Indiana - (62.500 m2), planta inaugurada el 2002.

- General Motors Sud-àfrica Struandale planta de muntatge, Port Elizabeth, East Cape, Sud-àfrica - construït el 1996, es va ampliar a 75.625 metres quadrats per construir models H3.

- General Motors Operacions de Shreveport, Shreveport, Louisiana - l'any 2005 un addicional de 27.500 m2 es va afegir a la planta construïda per GM el 1981 per donar cabuda a la producció del H3. El juliol de 2009, GM havia tancat la producció de Hummer H3, però el fabricant d'automòbils tenia comandes especials de la flota d'Avis Rent a Car del sistema.

- Avtotor de Kaliningrad, Rússia - versió amb llicència de H2 a partir del 2008

## Crítiques
La crítica de Hummers inclou la crítica dels SUV en general, encara que en un grau més alt. Específiques crítiques extra de Hummers són:
Mida
Hummer (en concret el H2 i H1) són significativament més grans que altres SUV, el que pot causar problemes d'estacionament, la conducció i alhora d'entrar un cotxe en un garatge. La seva gran mida també pot arribar a suposar una greu amenaça per als vehicles més petits.
Ecologia
La seguretat ecològica i la percepció d'usuaris de la carretera ha atret una gran quantitat de crítiques. El Hummer (en general l'H2) ha estat assenyalat i atacat, de vegades amb mitjans violents, com un símbol de la irresponsabilitat ecològica.
Seguretat
Dades de xoc per a la Hummer és menys completa que la d'altres SUV. A causa del seu pes, que suposa més temps per aturar-se en situacions de frenada d'emergència. Com la classe 3 del carro, el Hummer està exempta de moltes normes de seguretat DOT. L'H1 no té característiques de seguretat estàndards, incloent els panys de seguretat per a nens, les corretges del seient del nen, bosses d'aire laterals, i control d'estabilitat. Grans punts cecs fan l'aparcament difícil i, possiblement, perillós.
Conductors
Un estudi al llarg d'un any realitzat per una empresa que ofereix informació estadística a les companyies d'assegurances, per tal que puguin determinar les taxes que es troben que els conductors de vehicles Hummer H2 i H3 rebran prop de cinc vegades més multes de trànsit fins a la mitjana nacional per a tots els vehicles (estàndards basats en les nombre de violacions per cada 100.000 quilòmetres recorreguts)